# أندرو جايلز
أندرو جايلز (بالإنجليزية: Andrew Giles)‏ هو محامي وسياسي أسترالي، ولد في 31 يوليو 1973 في ملبورن في أستراليا. حزبياً، نشط في حزب العمال الأسترالي. وقد انتخب عضو مجلس النواب الأسترالي عن دائرة Division of Scullin ‏ (7 سبتمبر 2013 – ).